# 藤田咲の音がナル箱庭
藤田咲の音がナル箱庭（ふじたさきのおとがなるはこにわ）は、i-revoおよびKONAMI STATIONで配信されていたインターネットラジオ番組。また、地上波では文化放送『A&G 超RADIO SHOW〜アニスパ!〜』、ラジオ関西『週刊!アニたま水曜日』で箱番組として放送されていた。パーソナリティは藤田咲。

## 放送概要
パーソナリティ：藤田咲
web版
- 配信
  - i-revo：2008年4月7日 - 8月
  - KONAMI STATION：2008年8月 - 2009年3月

地上波版
- 文化放送『A&G 超RADIO SHOW〜アニスパ!〜』（毎週土曜日 21:00 - 23:00）
  - 放送：2008年4月5日 - 2009年3月

2008年11月8日の放送分はプロ野球日本シリーズ第6戦埼玉西武ライオンズ対読売ジャイアンツの延長のため未放送。
- ラジオ関西『週刊!アニたま水曜日』（毎週水曜日 24:00 - 26:00）
  - 放送：2008年4月8日 - 2009年3月

2008年11月12日放送分のみ「週刊!アニたま水曜日」だけの放送となる。

## コーナー
シークレットバトン
「地上波版」と「web版」の連動企画。
お便り
番組に届いたメールの内容を受けてトークを展開する。
恋の開花宣言
リスナーからのオノロケメール、恋の妄想メールを紹介する。
コナミ インフォメーション
コナミからの情報
- 6月に藤田咲がCDデビューすることを発表し、8月からはデビュー曲「Crystal Quartz」「そんな陽だまりの中で」も流されている。

## ゲスト
- #33 (2008年11月17日 配信) 浅野真澄
- #35 (2008年12月 1日 配信) 広橋涼
- #36 (2008年12月 8日 配信) たかはし智秋
- #38 (2008年12月22日 配信) 森田成一
- #39 (2008年12月29日 配信) 杉田智和